# Семендер
Семенде́р (Саманда́р) — ранняя столица Хазарского каганата (в первой половине VIII века). Крупный средневековый город на территории прикаспийского Дагестана.

## Название
Согласно сообщению византийского автора Феофилакта Симокатты, в VI в существовало родственное аварам племя забендер. Возможно, оно осело на Северном Кавказе и дало имя городу. 
Название может быть этимологизировано из иранских языков, как «крайняя дверь» либо «белый дом, дворец».

## История
По преданию, основан персидским шахом Хосровом I Ануширваном (531—579), построившим ряд крепостей на кавказско-иранской границе.
В эпоху арабо-хазарских войн выступает как главный город хазар. Находясь к северу от Дербентского прохода, долгое время оставался недостигаемым для арабских войск, в отличие от другого хазарского центра — Беленджера который был разгромлен арабами в 722 году. Семендер был взят в 737 году в результате тщательно подготовленного похода Марван ибн Мухаммада. После этого хазарская столица была перенесена дальше от кавказской границы в Итиль, расположенный в низовьях Волги. Область Семендера превратилась в южную окраину каганата, но в городе продолжало жить хазарское население.
В IX—X веках превратился в крупный торговый центр. Отличительной чертой экономики было развитое виноградарство. Сады на примыкающей к нему территории насчитывали 40000 виноградников. Структура населения повторяла столичную, то есть состояла из представителей трёх религиозных общин: иудеев, мусульман и христиан. При этом христианские позиции были сильнее, чем в Итиле, а мусульманские, по-видимому, слабее. В городе имелись культовые сооружения всех конфессий и рынки. Дома строились в виде шатров из дерева, переплетённого камышом, с остроконечными крышами. Об управлении города информации чрезвычайно мало. По одним данным, он имел собственного правителя, по другим — в нём сидел родственник хазарского царя. Область Семендера носила в Х веке название Джидан и не входила в личный домен хазарского царя. В 968/969 годах город был разрушен в результате похода русского князя Святослава Игоревича.
По данным арабских географов, Семендер располагался где-то поблизости от Каспийского моря в 4(8) днях пути от Дербента и 7(8) от Итиля. Археологическая локализация затрудняется обилием средневековых городищ в современном Дагестане. Чаще всего Семендер отождествляют с более поздним городом Тарки (ныне одноимённое село близ Махачкалы). Согласно другой точке зрения, он мог находиться в низовьях Терека у современного Кизляра. Дагестанский археолог М. Г. Магомедов предположил, что Семендером в разное время могли называться оба пункта.

## Примечание
1. 1 2  Еремян С. Т. Моисей Каланкатуйский о посольстве албанского князя Вараз Трдата к хазарскому хакану Алп-Илитверу // Записки Института Востоковедения АН СССР. — Т. VII. — М.-Л., 1939.
2. 1 2   Лавров Л. И. Тарки до XVIII века // Ученые записки Института истории, языка и литературы ДФ АН СССР, т. 4. 1958. — С. 13—16.
3. ↑  Fridtjof  Nansen. Through the Caucasus to the Volga (англ.). — New York: W. W. Norton Company, Ing, 1931. — P. 106.

 Their early capital was Semender, known later as Tarku (near the Makhach KaJa of to-day)
4. ↑  Хазары. www.spsl.nsc.ru. Дата обращения: 2 января 2023. Архивировано 26 марта 2022 года.
5. 1 2  Семендер. runivers.ru. Дата обращения: 2 января 2023. Архивировано 2 января 2023 года.
6. ↑  Аласов Имамаддин Фарман Оглы. Исторические традиции российско-азербайджанских отношений и их влияние на судьбы двух государств // Евразийский Союз Ученых. — 2018. — Вып. 8-7 (53). — С. 9–14. — ISSN 2411-6467. Архивировано 2 января 2023 года.
7. ↑  Таинственный Семендер | Сувары. xn--80ad7bbk5c.xn--p1ai. Дата обращения: 2 января 2023. Архивировано 3 декабря 2022 года.
8. ↑  Fridtjof  Nansen. Through the Caucasus to the Volga (англ.). — New York: W. W. Norton Company, Ing, 1931.

 Their early capital was Semender, known later as Tarku (near the Makhach KaJa of to-day)